# Podlasek, Warmińsko-Mazurskie
Podlasek [pɔdˈlasɛk] (tiếng Đức: Konradswalde)  là một ngôi làng ở quận hành chính của Gmina Biskupiec, trong huyện Nowomiejski, Warmińsko-Mazurskie, ở miền bắc Ba Lan. Nó nằm khoảng 6 kilômét (4 mi) phía tây Biskupiec, 24 km (15 mi) về phía tây bắc của Nowe Miasto Lubawskie và 87 km (54 mi) về phía tây của thủ đô khu vực Olsztyn.